# Србобран
Србобран је градско насеље у Србији и седиште истоимене општине у Јужнобачком управном округу. Према попису из 2022. било је 10.496 становника. Овде се налази Српска православна црква и Гимназија и стручна школа „Светозар Милетић”.

## Називи
Град се раније звао Сентомаш. Србобран је познат по још неким називима на другим језицима: мађ. Szenttamás, хрв. Sveti Tomo,  .
Називи за делове Србобрана су: Центар, Беглук (део северно од Криваје), Тук (источни део), Вашариште (део јужно од Канала Дунав—Тиса—Дунав), Унчић и Каћ (западни делови, на путу за Врбас), Јамуре (претежно ромски део) итд.

## Географија
Град Србобран већим делом лежи на левој, а мањим делом на десној обали Великог бачког канала. Са севера и истока опасан је меандром речице Криваје, која се источније од Србобрана улива у Велики бачки канал.
Географски положај Србобрана је веома повољан. У њему се укрштају два значајна сувоземна пута. Меридијанског правца је међународни пут који повезује југ са севером Србије, односно Средњу и јужни Европу. Упоредничког правца је и пут који повезује Подунавље са Потисјем. Исти упореднички правац, покрај јужне стране насеља има и железничка пруга Сомбор-Бечеј. Повољан географски положај и близина Новог Сада, утицали су да се Србобран развије у једно од већих и значајнијих насеља у Војводини.

## Историја
Свој данашњи назив, Србобран је добио по шанцу-утврђењу симболично названом „Србобран“, изграђеном за одбрану у борбама које су вођене у Србобрану 1848. и 1849. године, за аутономију и национална права Срба у бившој Аустроугарској (Битка код Сентомаша).
Србобранска велика Богојављенска православна црква поново је освећена априла 1939. године. Та монументална грађевина са високим звоницима подигнута је између 1802-1807. године. Међутим страдала је током мађарске револуције 1848-1849. године толико (од рушења и паљења), да су остали само зидови, у којима су остала топовска ђулад. Црква је привремено обновљена 1852. године, а украшена тек 1864-1866. године када је иконостас осликао иконописац Новак Радонић. Храм је лоше прошао и током Првог светског рата, када су му скинута сва звона од стране аустроугарске војске, а такође оронуо због неодржавања. После рата је уследила обнова коју су извели ангажовани стручњаци, вредна 375.000 динара. Чин освећења је обавио епископ бачки Иринеј Ћирић уз саслужење србобранског проте Гојка Каћанског.
Те 1939. је грађен бетонски мост преко Канала Краља Петра, од 332 метра, један од највећих објеката на новом међународном путу кроз Војводину.

## Демографија
У насељу Србобран живи 10253 пунолетна становника, а просечна старост становништва износи 39,2 година (37,5 код мушкараца и 40,7 код жена). У насељу има 4713 домаћинстава, а просечан број чланова по домаћинству је 2,78 (попис 2002).
У овом насељу становништво је етнички разнолико, са српском већином.
|             | \| Демографија[4] \| Демографија[4] \| Демографија[4] \| \| Година \| Становника \| Становника \| \| -------------- \| -------------- \| -------------- \| \| 1948. \| 13.747 \| \| \| 1953. \| 13.635 \| \| \| 1961. \| 14.391 \| \| \| 1971. \| 14.189 \| \| \| 1981. \| 13.596 \| \| \| 1991. \| 12.798 \| 12.651 \| \| 2002. \| 13.091 \| 13.296 \| \| 2011. \| 12.009 \| \| |            |
| Демографија | |            |
| Година      | Становника | Становника |
| 1948.       | 13.747 |            |
| 1953.       | 13.635 |            |
| 1961.       | 14.391 |            |
| 1971.       | 14.189 |            |
| 1981.       | 13.596 |            |
| 1991.       | 12.798 | 12.651     |
| 2002.       | 13.091 | 13.296     |
| 2011.       | 12.009 |            |

| Етнички састав према попису из 2011.‍ | Етнички састав према попису из 2011.‍ | Етнички састав према попису из 2011.‍ | Етнички састав према попису из 2011.‍ | Етнички састав према попису из 2011.‍ |
| ------------------------------------ | ------------------------------------ | ------------------------------------ | ------------------------------------ | ------------------------------------ |
|                                      |                                      |                                      |                                      |                                      |
| Срби                                 | Срби                                 |                                      | 7.093                                | 59,06%                               |
| Мађари                               | Мађари                               |                                      | 3.220                                | 26,81%                               |
| Роми                                 | Роми                                 |                                      | 464                                  | 3,87%                                |
| остали и неизјашњени                 | остали и неизјашњени                 |                                      | 1.231                                | 10,25%                               |

| \| \| м \| \| \| ж \| \| ? \| 9 \| \| \| 12 \| \| 80+ \| 69 \| \| \| 198 \| \| 75—79 \| 140 \| \| \| 238 \| \| 70—74 \| 232 \| \| \| 365 \| \| 65—69 \| 317 \| \| \| 415 \| \| 60—64 \| 355 \| \| \| 427 \| \| 55—59 \| 347 \| \| \| 379 \| \| 50—54 \| 458 \| \| \| 440 \| \| 45—49 \| 562 \| \| \| 526 \| \| 40—44 \| 492 \| \| \| 458 \| \| 35—39 \| 468 \| \| \| 447 \| \| 30—34 \| 396 \| \| \| 443 \| \| 25—29 \| 416 \| \| \| 377 \| \| 20—24 \| 446 \| \| \| 460 \| \| 15—19 \| 455 \| \| \| 454 \| \| 10—14 \| 434 \| \| \| 408 \| \| 5—9 \| 372 \| \| \| 386 \| \| 0—4 \| 366 \| \| \| 324 \| \| Просек : \| 37,5 \| \| \| 40,7 \| |      |  |  |      |
| |      |  |  |      |
| | м    |  |  | ж    |
| ? | 9    |  |  | 12   |
| 80+ | 69   |  |  | 198  |
| 75—79 | 140  |  |  | 238  |
| 70—74 | 232  |  |  | 365  |
| 65—69 | 317  |  |  | 415  |
| 60—64 | 355  |  |  | 427  |
| 55—59 | 347  |  |  | 379  |
| 50—54 | 458  |  |  | 440  |
| 45—49 | 562  |  |  | 526  |
| 40—44 | 492  |  |  | 458  |
| 35—39 | 468  |  |  | 447  |
| 30—34 | 396  |  |  | 443  |
| 25—29 | 416  |  |  | 377  |
| 20—24 | 446  |  |  | 460  |
| 15—19 | 455  |  |  | 454  |
| 10—14 | 434  |  |  | 408  |
| 5—9 | 372  |  |  | 386  |
| 0—4 | 366  |  |  | 324  |
| Просек : | 37,5 |  |  | 40,7 |

| Година пописа     | 1948. | 1953. | 1961. | 1971. | 1981. | 1991. | 2002. |
| ----------------- | ----- | ----- | ----- | ----- | ----- | ----- | ----- |
| Број домаћинстава | 4.312 | 4.551 | 4.938 | 4.992 | 4.942 | 4.732 | 4.713 |

| Број чланова      | 1     | 2     | 3   | 4     | 5   | 6   | 7  | 8  | 9 | 10 и више | Просек |
| ----------------- | ----- | ----- | --- | ----- | --- | --- | -- | -- | - | --------- | ------ |
| Број домаћинстава | 1.071 | 1.197 | 916 | 1.022 | 342 | 104 | 44 | 13 | 3 | 1         | 2,78   |

| Пол    | Укупно | Неожењен/Неудата | Ожењен/Удата | Удовац/Удовица | Разведен/Разведена | Непознато |
| ------ | ------ | ---------------- | ------------ | -------------- | ------------------ | --------- |
| Мушки  | 5.162  | 1.552            | 3.164        | 213            | 214                | 19        |
| Женски | 5.639  | 1.105            | 3.149        | 1.096          | 273                | 16        |
| УКУПНО | 10.801 | 2.657            | 6.313        | 1.309          | 487                | 35        |

| Пол    | Укупно                    | Пољопривреда, лов и шумарство | Рибарство                            | Вађење руде и камена | Прерађивачка индустрија       |
| ------ | ------------------------- | ----------------------------- | ------------------------------------ | -------------------- | ----------------------------- |
| Мушки  | 2.729                     | 1.182                         | 1                                    | 38                   | 344                           |
| Женски | 1.318                     | 388                           | 0                                    | 4                    | 156                           |
| Укупно | 4.047                     | 1.570                         | 1                                    | 42                   | 500                           |
|        |                           |                               |                                      |                      |                               |
| Пол    | Производња и снабдевање   | Грађевинарство                | Трговина                             | Хотели и ресторани   | Саобраћај, складиштење и везе |
| Мушки  | 90                        | 249                           | 194                                  | 33                   | 119                           |
| Женски | 19                        | 14                            | 217                                  | 54                   | 18                            |
| Укупно | 109                       | 263                           | 411                                  | 87                   | 137                           |
|        |                           |                               |                                      |                      |                               |
| Пол    | Финансијско посредовање   | Некретнине                    | Државна управа и одбрана             | Образовање           | Здравствени и социјални рад   |
| Мушки  | 10                        | 53                            | 107                                  | 34                   | 35                            |
| Женски | 25                        | 34                            | 73                                   | 124                  | 104                           |
| Укупно | 35                        | 87                            | 180                                  | 158                  | 139                           |
|        |                           |                               |                                      |                      |                               |
| Пол    | Остале услужне активности | Приватна домаћинства          | Екстериторијалне организације и тела | Непознато            | Непознато                     |
| Мушки  | 74                        | 5                             | 0                                    | 161                  | 161                           |
| Женски | 45                        | 2                             | 0                                    | 41                   | 41                            |
| Укупно | 119                       | 7                             | 0                                    | 202                  | 202                           |

## Градови-побратими
- Новомиргород

## Галерија
- Некадашњи хотел Елан у Србобрану
- Католичка црква
- Мост на Великом бачком каналу
- Нафтна бушотина изван Србобрана
- Православна црква